# Sozialdemokratische Partei des Saarlandes
Die Sozialdemokratische Partei des Saarlandes (Kurzbezeichnung: SPS) war zwischen 1946 und 1956 eine politische Partei im autonomen Saarland, das zu dieser Zeit unter dem Schutz Frankreichs existierte. Das Parteiprogramm der saarländischen Sozialdemokratie entsprach im Wesentlichen dem der westdeutschen SPD, saarpolitisch vertrat die SPS jedoch den wirtschaftlichen Anschluss an Frankreich (Wirtschafts- und Währungsunion) bei innerer Autonomie. Das Parteiorgan der SPS war Die Volksstimme.

## Gründung
Inoffiziell gegründet wurde die SPS Ende Oktober 1945 im Hinterzimmer einer Saarbrücker Gaststätte; zum Vorsitzenden wurde der spätere Landtagsabgeordnete Georg Schulte bestimmt. Da zu diesem Zeitpunkt seitens der französischen Besatzungsbehörden noch keine Parteigründungen zugelassen wurden, dauerte es noch bis zum 6. Januar 1946, bis sich die SPS offiziell in einem Gründungsparteitag gründen konnte; zum Vorsitzenden wurde Richard Kirn gewählt.

## Politische Inhalte
Zu Beginn der französischen Besatzung des Saarlandes war die endgültige Politik Frankreichs gegenüber dem Saargebiet unklar. Allgemein wurde erwartet, dass – analog zum deutschen Vorgehen gegenüber Elsass-Lothringen 1941 – eine Annexion des Saarlandes durch Frankreich erfolgen würde. Aufgrund der schwierigen Versorgungslage der Jahre 1945 und 1946 gab es innerhalb des Saarlandes nicht wenige Anhänger einer solchen Lösung, die sich durch einen solchen Schritt vor allem eine bessere Lebensmittelversorgung versprachen. Für einen Anschluss des Saarlandes an Frankreich trat die 1945 gegründete Organisation Mouvement pour le Rattachement de la Sarre à la France (MRS) ein, der zeitweise 100.000 Saarländer und damit circa 15 % der damaligen Saarbevölkerung beigetreten sein sollen. Die SPS verfolgte gemeinsam mit der stärkeren CVP und zu diesem Zeitpunkt noch der DPS dagegen eine Politik, die zwar die Vorteile eines wirtschaftlichen Anschlusses des Saarlandes an Frankreich erreichen sollte, aber die Autonomie des Gebietes erhalten sollte. Nach anfänglichem Zögern und einer massiven Meinungsänderung der anderen West-Alliierten zum Thema Anschluss schloss sich Frankreich dieser Ansicht an.
Die SPS beschloss am 6. April 1946 diese Politik. In der 20-köpfigen Verfassungskommission des Saarlandes war die SPS mit fünf Mitgliedern vertreten; Vizepräsident der Kommission war der SPS-Vorsitzende Richard Kirn. Bei der Wahl zur Verfassungsversammlung des Saarlandes, die sich nach Zustimmung zur Verfassung in den ersten Landtag verwandeln sollte, erhielt die SPS 32,8 % der Stimmen und 17 der 50 Mandate. Die Wahlbeteiligung betrug 95,7 %. Die Verfassungsversammlung stimmte mit 48 der 50 Stimmen der neuen saarländischen Verfassung zu, die den wirtschaftlichen Anschluss an Frankreich und die Autonomie des Saarlandes vorsah. Einzig die Kommunistische Partei lehnte die Verfassung ab.
Die SPS war im Kabinett Hoffmann I durch den Minister für Arbeit und Wohlfahrt Richard Kirn sowie den Minister für Justiz Heinz Braun bis April 1951 vertreten. Danach folgte der Gang in die Opposition, bis im Kabinett Hoffmann III die beiden Minister vom 23. Dezember 1952 bis zum 17. Juli 1954 ihre Plätze wieder einnahmen. Am 17. Juli 1954 zerbrach die Koalition mit der CVP an innenpolitischen Auseinandersetzungen über das Betriebsverfassungsgesetz. Saarpolitisch blieb die SPS jedoch bei ihren Positionen.
In der zweiten Landtagswahl 1952 konnte die SPS ihre Position behaupten und 32,4 % der abgegebenen gültigen Stimmen und damit wiederum 17 Mandate erringen. Die Wahlbeteiligung betrug 93,1 %; jedoch waren 24 % der abgegebenen Stimmzettel „weiß“ oder ungültig. Der wachsende Wohlstand in der neu gegründeten Bundesrepublik und die gemeinsamen kulturellen Wurzeln auf der einen Seite und die teilweise chaotische französische Innenpolitik, verstärkt durch wirtschaftliche Probleme sowie Algerienkrieg und Vietnamauseinandersetzung mit der Schlacht von Điện Biên Phủ, auf der anderen Seite erschwerten zunehmend die Politik der autonomen Saarregierung, die im Falle eines Politikwechsels eine erhebliche Belastung der Aussöhnung zwischen Frankreich und Deutschland befürchtete.
Im Laufe des Jahres 1954 kam es in Verhandlungen zwischen Frankreich und Deutschland unter Konsultation der saarländischen Regierung zu einem Vertrag über ein europäisches Saarstatut. Die Autonomie des Saarlandes sollte gewahrt bleiben, Saarbrücken Sitz europäischer Institutionen wie des Europarats, der Montanunion und der Westeuropäischen Union (WEU) werden. Die wirtschaftlichen Beziehungen zwischen dem Saarland und Frankreich sollten durch gleichartige Beziehungen zur Bundesrepublik ergänzt werden. Hierüber sollte in eine Volksabstimmung das saarländische Volk befragt werden; die Gründung „deutscher“ Parteien wurde erstmals erlaubt. Daraufhin gründeten sich die CDU Saar, die Deutsche Sozialdemokratische Partei (DSP) und die DPS, die 1951 wegen verfassungsfeindlicher Aktivitäten (Forderung des Anschlusses an die Bundesrepublik) verboten worden war; sie schlossen sich im sogenannten Heimatbund zusammen.
Der Abstimmungskampf wurde mit außerordentlicher Härte und vielfältigen persönlichen Attacken geführt, einer Beobachtermission der WEU gelang die Aufrechterhaltung eines geordneten Abstimmungskampfes nur mit Mühe. Nach der Abstimmung musste die WEU einen außerordentlichen Gerichtshof an der Saar einrichten, der mehrfach von den ehemaligen Gegnern in Anspruch genommen wurde.

## Fraktionsvorsitzende
| Amtszeit  | Fraktionsvorsitzender      |
| --------- | -------------------------- |
| 1947      | Richard Kirn               |
| 1947–1951 | Karl Etienne               |
| 1951–1952 | Richard Kirn               |
| 1952–1954 | Luise Mössinger-Schiffgens |
| 1954–1955 | Ernst Kunkel               |

## Die Auflösung
Mit dem Oktober-Referendum sprach sich die saarländische Bevölkerung gegen das Europäische Saarstatut aus. Noch in der Nacht des 23. Oktober 1955 trat die bisherige CVP-Regierung Hoffmann (Kabinett Hoffmann IV) zurück. Bei der Landtagswahl im Dezember 1955 erreichte die SPS noch 5,8 % der Stimmen und zog mit zwei Abgeordneten in den Landtag ein. Die Partei ging gemeinsam mit der DSP in der SPD Saarland auf und beschloss am 18. März 1956 ihre Selbstauflösung.